# Шнаруп-Тумби
Шнаруп-Тумби (нем. Schnarup-Thumby) — община в Германии, в земле Шлезвиг-Гольштейн. 
Входит в состав района Шлезвиг-Фленсбург. Подчиняется управлению Затруп.  Население составляет 586 человек (на 31 декабря 2010 года). Занимает площадь 10,72 км².